# 日本鑽嘴魚
日本鑽嘴魚（学名：Gerres japonicus），又名日本銀鑪、碗米仔，为鑽嘴魚科銀鱸屬下的一个种。